# Randy'L He-dow Teton
Randy'L He-dow Teton est une jeune femme shoshone qui servit de modèle pour la pièce d'un dollar, le dollar Sacagawea, éditée en 2000.  
Son prénom est He-dow, ce qui signifie alouette de prairie en shoshone et près du sol en langue bannock.